# Little Misfortune
Little Misfortune (укр. Маленьке нещастя) — пригодницька відеогра 2019 року, розроблена та видана незалежною шведською студією Killmonday Games. Дія розгортається в тому ж всесвіті, що і Френ Боу.